# エルンスト・フェルディナント (ブラウンシュヴァイク＝ヴォルフェンビュッテル＝ベーヴェルン公)
エルンスト・フェルディナント・フォン・ブラウンシュヴァイク＝ヴォルフェンビュッテル＝ベーヴェルン（ドイツ語: Ernst Ferdinand von Braunschweig-Wolfenbüttel-Bevern、1682年3月4日 - 1746年4月14日）は、ブラウンシュヴァイク＝リューネブルク公の1人、ベーヴェルン公。

## 生涯
1682年、ブラウンシュヴァイク＝ベーヴェルン公フェルディナント・アルブレヒト1世とクリスティアーネ・フォン・ヘッセン＝エシュヴェーゲの四男として生まれた。1706年5月1日、プロイセン王国軍の大佐になった。同年12月、双子の兄弟であるフェルディナント・クリスティアンの後を継いでブラウンシュヴァイクのザンクト・ブラジーとザンクト・キリアクスのプロボストになった。
1735年3月1日、兄のフェルディナント・アルブレヒト2世がブラウンシュヴァイク＝ヴォルフェンビュッテル侯領を継承、エルンスト・フェルディナントにはアパナージュとしてブラウンシュヴァイク＝ヴォルフェンビュッテル＝ベーヴェルンを与えた。
エルンスト・フェルディナントは1746年にブラウンシュヴァイクで亡くなった。彼はブラウンシュヴァイク＝ヴォルフェンビュッテル＝ベーヴェルン公家を創設したが、1809年に息子のフリードリヒ・カール・フェルディナントが死去したことで断絶した。

## 家族

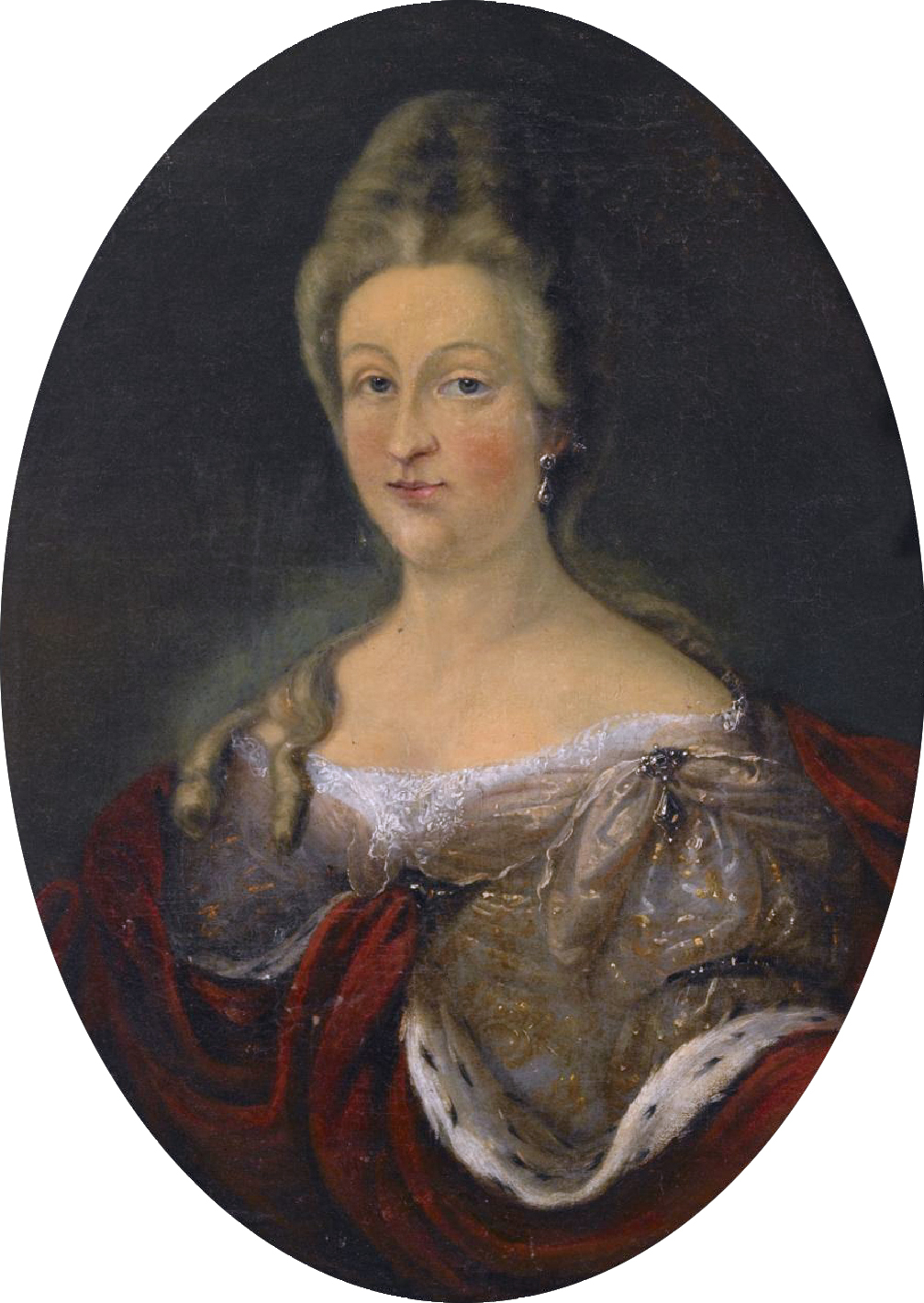
エレオノーレ・シャルロッテ・フォン・クールラント

1714年8月4日、フリードリヒ・カジミール・ケトラーの娘エレオノーレ・シャルロッテ（1686年 - 1748年）と結婚、13人の子女をもうけた。
- アウグスト・ヴィルヘルム（1715年 - 1781年） - ブラウンシュヴァイク＝ヴォルフェンビュッテル＝ベーヴェルン公
- クリスティアーネ・ゾフィー（1717年 - 1779年） - フリードリヒ・エルンスト・フォン・ブランデンブルク＝クルムバッハ（英語版）と結婚
- フリーデリケ（1719年 - 1772年）
- ゲオルク・ルートヴィヒ（1721年 - 1747年）
- エルネスティン（1721年）
- ゲオルク・フリードリヒ（1723年 - 1766年）
- アマーリア（1724年 - 1726年）
- カール・ヴィルヘルム（1725年）
- フリードリヒ・アウグスト（1726年 - 1729年）
- アンナ・マリア（1728年 - 1754年）
- フリードリヒ・カール・フェルディナント（1729年 - 1809年） - ブラウンシュヴァイク＝ヴォルフェンビュッテル＝ベーヴェルン公
- ヨハン・カール（1731年 - 1732年）